# Marcilly-et-Dracy
Marcilly-et-Dracy é uma comuna francesa na região administrativa da Borgonha-Franco-Condado, no departamento de Côte-d'Or. Estende-se por uma área de 8,65 km². Em 2010 a comuna tinha 97 habitantes (densidade: 11,2 hab./km²).